# Tachardina tsimbazazae
Tachardina tsimbazazae är en insektsart som beskrevs av Mamet 1954. Tachardina tsimbazazae ingår i släktet Tachardina och familjen Kerriidae.
Artens utbredningsområde är Madagaskar. Inga underarter finns listade i Catalogue of Life.